# Poljarnye Zori
Poljarnye Zori (in lingua russa Поля́рные Зо́ри) è una città della Russia europea nordoccidentale (Oblast' di Murmansk), situata sul fiume Niva, 224 km a sud del capoluogo Murmansk.
Fondata nel 1968 come insediamento per alloggiare i lavoratori della centrale nucleare in costruzione, ricevette status di città nel 1991.

## Società

### Evoluzione demografica
Fonte: mojgorod.ru
- 1989: 19.400
- 1996: 17.300
- 2002: 15.910
- 2007: 15.600